# Serie A 1965-1966 (pallavolo femminile)
La Serie A femminile FIPAV 1965-66 fu la 21ª edizione del principale torneo pallavolistico italiano femminile organizzato dalla FIPAV.

## Regolamento e avvenimenti
Il titolo fu conquistato per il secondo anno consecutivo dalla Max Mara Reggio Emilia, che batté nel decisivo spareggio di Firenze la Minelli Modena per 3-0, il 25 giugno 1966. La Fari Palermo sostituì la renunciataria Vignola. L'Agi Gorizia e la Bor Trieste scontarono un punto di penalizzazione per aver entrambe rinunciato alla trasferta di Palermo contro la Fari.

## Classifica
| Pos. | Squadra                  | Pt | G  | V  | P  | SV | SP |
| ---- | ------------------------ | -- | -- | -- | -- | -- | -- |
| 1.   | Max Mara Reggio Emilia   | 26 | 14 | 13 | 1  | 41 | 11 |
| 2.   | Minelli Modena           | 26 | 14 | 13 | 1  | 41 | 10 |
| 3.   | Cabassi Modena           | 20 | 14 | 10 | 4  | 34 | 24 |
| 4.   | Fari Palermo             | 12 | 14 | 6  | 8  | 28 | 30 |
| 5.   | Virtus Ravenna           | 10 | 14 | 5  | 9  | 20 | 31 |
| 6.   | Bor Trieste              | 7  | 14 | 4  | 10 | 20 | 34 |
| 7.   | Sestese Sesto Fiorentino | 6  | 14 | 3  | 11 | 22 | 35 |
| 8.   | Agi Gorizia              | 3  | 14 | 2  | 12 | 7  | 38 |

| Campione d'Italia | Retrocesse in Serie B |

## Risultati

### Tabellone
|                  | Gorizia | Modena Cabassi | Modena Minelli | Palermo | Ravenna | Reggio Emilia | Sesto Fiorentino | Trieste |
| ---------------- | ------- | -------------- | -------------- | ------- | ------- | ------------- | ---------------- | ------- |
| Gorizia          | XXX     | 0-3            | 0-3            | 3-2     | 0-3     | 0-3           | 3-0              | 0-3     |
| Modena Cabassi   | 3-0     | XXX            | 0-3            | 3-1     | 3-1     | 1-3           | 3-2              | 3-2     |
| Modena Minelli   | 3-0     | 3-2            | XXX            | 3-0     | 3-0     | 3-2           | 3-0              | 3-0     |
| Palermo          | 3-0     | 2-3            | 1-3            | XXX     | 3-1     | 1-3           | 3-2              | 3-0     |
| Ravenna          | 3-0     | 1-3            | 0-3            | 1-3     | XXX     | 0-3           | 3-2              | 3-1     |
| Reggio Emilia    | 3-0     | 3-1            | 3-2            | 3-1     | 3-0     | XXX           | 3-0              | 3-0     |
| Sesto Fiorentino | 3-0     | 2-3            | 1-3            | 3-2     | 1-3     | 1-3           | XXX              | 3-0     |
| Trieste          | 3-1     | 1-3            | 1-3            | 2-3     | 3-1     | 1-3           | 3-2              | XXX     |

## Fonti
- Filippo Grassia e Claudio Palmigiano (a cura di). Almanacco illustrato del volley 1987. Modena, Panini, 1986.